# ثيوبروماوية
الثيوبروماوية (الاسم العلمي: Theobromateae) هي قبيلة من النباتات تتبع فصيلة الخبازية من الرتبة الخبازيات.

## أجناس الثيوبروماوية
- الثيوبروما (الاسم العلمي:Theobroma)
- (الاسم العلمي:مغاث)
- (الاسم العلمي:هيرانية)
- (الاسم العلمي:Guazuma)